# Communauté de communes Lodévois et Larzac
La Communauté de communes Lodévois et Larzac es una estructura intermunicipal francesa, situada en el departamento de Hérault y la región Occitania.

## Composición
La Communauté de communes Lodévois et Larzac se compone de 28 municipios:
1. Lodève
2. Le Bosc
3. Le Caylar
4. Celles
5. Le Cros
6. Fozières
7. Lauroux
8. Lavalette
9. Olmet-et-Villecun
10. Pégairolles-de-l'Escalette
11. Les Plans
12. Poujols
13. Le Puech
14. Les Rives
15. Romiguières
16. Roqueredonde
17. Saint-Étienne-de-Gourgas
18. Saint-Félix-de-l'Héras
19. Saint-Jean-de-la-Blaquière
20. Saint-Maurice-Navacelles
21. Saint-Michel
22. Saint-Pierre-de-la-Fage
23. Saint-Privat
24. Sorbs
25. Soubès
26. Soumont
27. Usclas-du-Bosc
28. La Vacquerie-et-Saint-Martin-de-Castries